# Departamento Río Mayo
Río Mayo (también denominado Paso Río Mayo) fue un departamento de la Zona Militar de Comodoro Rivadavia, Argentina, existente entre 1944 y 1955.
El departamento tenía una superficie de aproximadamente 8.287 kilómetros cuadrados y su nombre se debía al río homónimo que a su vez homenajea a Gregorio Mayo, miembro de la expedición de los Rifleros del Chubut. Su cabecera era Río Mayo. Limitaba al norte con el Territorio Nacional del Chubut, al oeste con los departamentos de Alto Río Senguerr, Alto Río Mayo y Los Huemules, al sur con el departamento Lago Buenos Aires y al este con el departamento Sarmiento.
En el censo de 1947 tenía una población de 2.486 habitantes, todos ellos registrados como población rural, de los cuales eran 1.443 hombres y 1.043 mujeres.
Desde 1955 forma parte del departamento Río Senguer de la provincia del Chubut.

## Parajes
- Río Mayo
- Facundo
- Los Tamariscos
- Escuadrón Río Mayo
- La Laurita